# Robert Makzoumi
Robert Makzoumi (in arabo روبير مخزومة‎?; Il Cairo, 1918 – Latakia, 19 maggio 2006) è stato un cestista egiziano.

## Carriera
Con l'Egitto ha disputato i Giochi olimpici di Londra 1948.